# Добличка Гора
Добличка Гора (словен. Doblička Gora) — поселення в общині Чрномель, Південно-Східна Словенія, Словенія. Висота над рівнем моря: 320,6 м.